# رابطة علماء النفس التربويين
رابطة علماء النفس التربويين عبارة عن اتحاد تجاري في المملكة المتحدة.
مثلت جمعية علم النفس البريطانية علماء النفس التربويين حتى عام 1962، عندما حصلت على حالة الامتياز. والأعضاء الذين قد كانوا يرغبون في البقاء ضمن إطار كيان قادر على التفاوض نيابة عنهم قاموا بتشكيل «رابطة عُلماء النفس التربويين»، رغم أنهم قاموا بتفويض عمليات المفاوضات الفعلية إلى الرابطة القومية للمعلمين ورابطة أولستر للمعلمين.
وفي عام 1997، تولت المنظمة مهام التفاوض من الاتحاد القومي للمعلمين، وفي عام 1999، انضمت إلى كونغرس نقابات العمال. ولم تبدأ في قبول العضويات في إسكتلندا حتى عام 2003.

## وصلات خارجية
- Official website